# Törpe mara
A törpe mara (Dolichotis salinicola) a tengerimalacfélék (Caviidae) családjába tartozó, Dél-Amerikában honos rágcsálófaj, az ismertebb nagy mara közeli rokona.

## Előfordulása
Paraguay Chaco régiójában, Dél-Bolíviában és Argentína északnyugati részén, egészen Córdoba tartományig fordul elő 400–800 m tengerszint fölötti magasságon.

## Megjelenése
A törpe mara bár a tengerimalac rokona, nagyjából nyúl méretű és testalkatú állat; a hasonlóságot csak fokozzák hosszú lábai, viszonylag nagy, széles és hegyes fülei és hosszú bajuszszőrei. Testtömege 1,8-2,3 kg között, testhossza 42–48 cm között változik (utóbbihoz még hozzáadandó 2–3 cm-es farka). Fülei 5,8-6,4 mm hosszúak. Lábujjai végén inkább körmök mint karmok találhatóak.
Szőrzete rövid és sima, a hátán barnásszürke vagy sötétszürke. Nyakán és oldalán valamivel világosabb árnyalatú szürke, a fiatal állatok esetén vöröses- vagy sárgásbarna. Hasa, mellkasa és lábainak felső oldala fehér; fehér foltok lehetnek a szeme körül és a homlokán is amelyek a fiatal példányoknál hiányoznak.

## Életmódja
A törpe mara a Chaco-régió síkságain, a száraz erdőkben, tüskés bozótosokban honos. Nappali állatok, de inkább reggel vagy este mozognak. Éjszaka saját maguk ásta kotorékban, vagy a macskanyulak elhagyott odúiban pihennek. Vagy párban vagy kis (max. négyfős) családi csoportban élnek együtt. Megfigyelhető, hogy a csoport tagjai egymásnak háttal, de érintkező farral üldögélnek, hogy a sík élőhelyükön nagyobb területet tarthassanak szemmel. Az élősködők távoltartására szívesen hemperegnek a homokban vagy porban. Kedvenc helyeiket és porfürdőjüket, valamint csapattársaikat vizeletükkel és anális mirigyeik szagos váladékával jelölik meg.
Táplálékául levelek és kórók, füvek, gyümölcsök, magok és pozsgás növények (kaktuszok, broméliafélék) szolgálnak. Az esős évszakban főleg levelet és füvet, míg a száraz időszakban pozsgásokat és magvakat esznek. Természetes ellenségei a jaguárok, pumák és pamparókák.

## Szaporodása
A törpe marák párzási viselkedése és reprodukciós ciklusa csak kevéssé ismert. A vemhesség két hónapig (fogságban 77 napig) tart és a nőstény valamilyen védett helyen, például egy tüskebokor tövében 1-5 (átlag 1,5) 200 grammos kölyköt hoz a világra. Az újszülöttek néhány óra múlva már képesek futni és pár nappal születésük után már követik a felnőtteket. Hogy felvegyék a csoport szagát, amint tudnak, meghemperegnek azok vizelőhelyén. A kölykök négyhetes korukig szopnak. 

## Természetvédelmi helyzete
A törpe marára húsáért és szőrméjéért vadásznak, de nagy területen előforduló, viszonylag gyakori faj; populációi stabilnak mondhatók. Helyenként túlszaporodva a hajtások lerágásával gátolhatja az erdők természetes regenerációját. 